# Михаела Шафрат
Михаела Шафрат (на немски: Michaela Schaffrath), известна и с псевдонима Джина Уайлд, е германска порнографска актриса, родена на 6 декември 1970 г. в град Ешвайлер, Федерална република Германия.

## Биография
Рожденото ѝ име е Михаела Йенке (на немски: Michaela Jänke), но приема фамилията на съпруга си Аксел Шафрат след женитбата им на 7 октомври 1994 г. Баща ѝ е зидар, а майка ѝ – домакиня. След завършване на училище, в продължение на 10 години тя работи като медицинска сестра за деца инвалиди.
През 1999 г. известният европейски порнографски режисьор Хари С. Морган попада на аматьорски филм с Шафрат и нейния съпруг. Морган наема Шафрат и снима 8 филма в който тя играе главната роля под името Джина Уайлд.
През 2000 г. Шафрат решава да спре да участва в порно продукции, и се опитва не особено успешно да пробие в обикновеното кино.
През 2003 г. тя потвърждава, че работи в публичен дом във Франкфурт след като клиент я разпознава. По думите ѝ, „Аз имам нужда да бъда задоволена, така както другите хора имат нужда от храна, аз съм пристрастена към секса.“
На 1 февруари 2005 г., тя оповестява раздялата със съпруга си Аксел и официално двамата се развеждат на 22 ноември 2005 г.

## Награди
- 2000: Venus награда за най-добра актриса в Германия.[1]